# Талапты (Ынтымакский сельский округ)
Талапты (каз. Талапты) — село в Жетысайском районе Туркестанской области Казахстана. Входит в состав Ынтымакского сельского округа. Код КАТО — 514487700.

## Население
В 1999 году население села составляло 1386 человек (673 мужчины и 713 женщин). По данным переписи 2009 года, в селе проживали 1784 человека (874 мужчины и 910 женщин).